# Framgälade snäckor

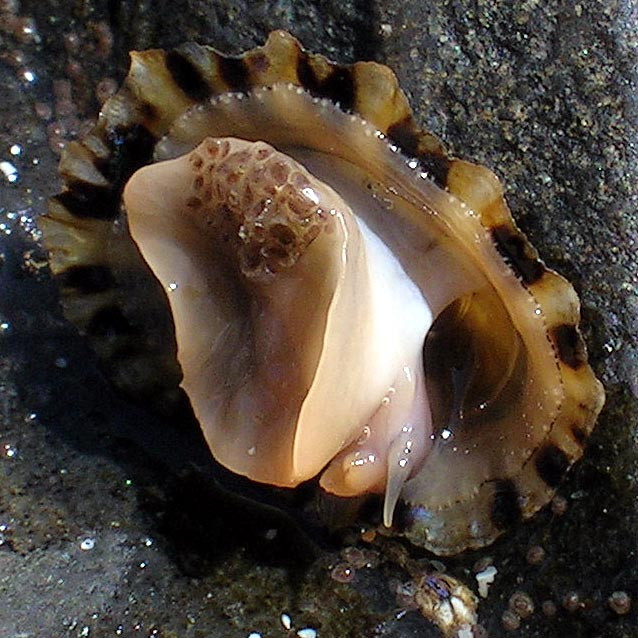
Skålsnäcka, Patella vulgata.

Framgälade snäckor är en benämning på en grupp snäckor som har hjärtat uppbyggt så att förmaket mottar blodet från de framför detsamma belägna gälarna och ger det till den bakom liggande hjärtkammaren. Hithörande snäckor är huvudsakligen skildkönade och deras mantel och skal är alltid väl utbildade. Ofta har de ett lock (operculum) som sluter skalet när snäckan gömmer sig i det. De flesta arter är marina och lever i havet, men gruppen innehåller också arter som lever i sötvatten och även några som är landlevande.
Inom den klassiska systematiken, baserad på morfologiska skillnader, motsvarade gruppen framgälade snäckor den stora och varierade underklassen Prosobranchia. Denna underklass har senare visat sig vara polyfyletisk, efter studier med mer precisa metoder för analyserande.
Snäckornas systematik är i förändring. En studie av Ponder och Lindberg (1997) föreslår en uppdelning av klassen snäckor i två större undergrupper, Orthogastropoda och Eogastropoda.